# Salim Baba
Salim Baba ist ein US-amerikanischer Dokumentar-Kurzfilm von Tim Sternberg aus dem Jahr 2007. Er wurde erstmals im Rahmen des Tribeca Film Festivals gezeigt. Salim Baba wurde bei der 80. Oscarverleihung 2008 in der Kategorie „Bester Dokumentar-Kurzfilm“ nominiert.

## Handlung
Der Film begleitet den 55-jährigen sechsfachen Familienvater Salim Muhammad aus der indischen Stadt Kolkata. Seit 1965 verdient er sein Geld mit dem Vorführen von Filmen in einer Art mobilem Kino. Dieses besteht aus einem handbetriebenen Filmprojektor (mit Autoglühbirnen als Lichtquelle) und einem Kasten mit Öffnungen an der Seite, durch die man den Film, der in das Innere des Kastens projiziert wird, anschauen kann. Die gesamte Apparatur ist auf einem Handkarren montiert und bereits 100 Jahre alt. Salim Muhammad hat sie von seinem Vater geerbt. Er schiebt den Karren durch sein Stadtviertel, hält bei Bedarf an und zeigt seine Filme. Die Filme stammen aus Kinos, wo sie als Abfall entsorgt wurden. Salim sammelt diese Filmschnipsel und schneidet eigene, neue Filme daraus zusammen. Inzwischen ist sein Fundus auf über fünfzig Filme angewachsen und auch seine Söhne sind an dem Geschäft beteiligt. Salim hofft, dass sie diese Tradition später fortführen werden.

## Hintergrund
Regisseur Tim Sternberg las im Jahr 2004 einen Artikel über Salim Muhammad auf der Seite der BBC und war sofort interessiert an der Geschichte hinter der Person. 2005 flog er nach Indien, traf Muhammad und entschied, einen Film über ihn zu drehen. Die Dreharbeiten dauerten schließlich vier Tage.

## Auszeichnungen (Auswahl)
- Maverick Award in der Kategorie „Bester Dokumentar-Kurzfilm“ beim Woodstock Film Festival 2007.[4]
- Preis in der Kategorie „Bester Dokumentar-Kurzfilm“ beim Sidewalk Film Festival 2007.[5]
- Nominierung in der Kategorie „Bester Dokumentar-Kurzfilm“ bei der Oscarverleihung 2008.[2]